# Єрмак Олег Васильович
Оле́г Васи́льович Єрма́к (нар. 9 березня 1986, Охтирка) — український футболіст, півзахисник. Викликався в різноманітні юнацькі збірні України.

## Біографія
Народився в Охтирці. Його батько Василь Єрмак у минулому футболіст, а нині футбольний тренер. Вихованець охтирського футболу. 2002 року потрапив у донецький «Шахтар». Переважно грав за «Шахтар-3» та «Шахтар-2».
Узимку 2007 року відправився в оренду в київський «Арсенал», хоча міг опинитися в одеському «Чорноморці». У Вищій лізі дебютував 11 березня 2007 року в матчі проти сімферопольської «Таврії» (0:1). Влітку 2007 року перейшов на правах оренди в російську «Носту». У команді провів 15 матчів та забив 2 голи. Після цього повернувся в «Шахтар» та півроку лікувався від травми коліна. Сезон 2008/09 провів в оренді в луганській «Зорі».
У жовтні 2009 року на правах вільного агента перейшов в першолігову «Кримтеплицю».
З лютого 2011 року грав у «Олександрії», допомігши їй того ж року вийти до Прем'єр-ліги, де у наступному сезоні провів 6 матчів.
Улітку 2012 року, після вильоту олександрійців з еліти, повернувся до рідного клубу «Нафтовик-Укрнафта», де провів наступні два сезони.
У липні 2014 року підписав контракт з віце-чемпіоном Молдови «Тирасполем».